# Ольшинки
Ольшинки́ (укр. Вільшинки) — село в Турье-Реметовской сельской общине Ужгородского района Закарпатской области Украины.
Население по переписи 2001 года составляло 561 человек. Почтовый индекс — 89214. Занимает площадь 17,46 км².